# 米羅內 (敖德薩州)
47°56′59″N 29°34′0″E / 47.94972°N 29.56667°E
米羅尼內（羅馬化：Myrony）是位於烏克蘭西南部的村莊，由敖德萨州波迪利斯克区的巴爾塔市鎮負責管轄。該村處於科德馬河畔，始建於1786年，面積1.46平方公里，海拔高度150米，2001年人口704。